# 紐卡斯爾 (緬因州)
紐卡斯爾（英語：Newcastle）是一個位於美國緬因州林肯縣的鎮。

## 人口
根據2020年美國人口普查的數據，紐卡斯爾的面積為84.36平方千米，當中陸地面積為75.24平方千米，而水域面積為9.12平方千米。當地共有人口1848人，而人口密度為每平方千米22人。